# Associação Chapecoense de Futebol
Associação Chapecoense de Futebol – brazylijski klub piłkarski z siedzibą w mieście Chapecó, leżącym w stanie Santa Catarina.

## Historia
Associação Chapecoense de Futebol powstał 10 maja 1973 na skutek fuzji miejscowych klubów Atlético Chapecoense i Independente.
29 listopada 2016 doszło do katastrofy lotniczej koło La Unión w Kolumbii. Na pokładzie tego samolotu znajdowali się piłkarze Chapecoense lecący na finał Copa Sudamericana. Na pokładzie było 22 piłkarzy zespołu brazylijskiej ekstraklasy. Spośród nich przeżyło trzech: Jakson Follmann, Hélio Hermito Zampier Neto oraz Alan Ruschel. Bramkarz Marcos Danilo Padilha zmarł w szpitalu.

## Osiągnięcia
Międzynarodowe
| \| \| Zdobyte trofea w rozgrywkach międzynarodowych (stan na: 2017 r.) \| |                                                                  |      |          |
| Rozgrywki                                                                 | Osiągnięcie                                                      | Razy | Sezon(y) |
| Copa Sudamericana                                                         | zdobywca                                                         | 1    | 2016     |
| Copa Sudamericana                                                         | finalista                                                        | -    |          |
| Recopa Sudamericana                                                       | zdobywca                                                         | -    |          |
| Recopa Sudamericana                                                       | finalista                                                        | 1    | 2017     |
| FIFA                                                                      | Zdobyte trofea w rozgrywkach międzynarodowych (stan na: 2017 r.) |      |          |

Krajowe
| \| \| Zdobyte trofea w rozgrywkach Brazylii (stan na: 2017 r.) \| |                                                          |      |          |
| Rozgrywki                                                         | Osiągnięcie                                              | Razy | Sezon(y) |
| Mistrzostwo                                                       | I miejsce                                                | –    |          |
| Mistrzostwo                                                       | II miejsce                                               | –    |          |
| Mistrzostwo                                                       | III miejsce                                              | –    |          |
| · Puchar                                                          | zdobywca                                                 | –    |          |
| · Puchar                                                          | finalista                                                | –    |          |
| II liga                                                           | I miejsce                                                | –    |          |
| II liga                                                           | II miejsce                                               | 1    | 2013     |
| II liga                                                           | III miejsce                                              | –    |          |
| Brazylia                                                          | Zdobyte trofea w rozgrywkach Brazylii (stan na: 2017 r.) |      |          |

- Mistrzostwo stanu Santa Catarina: 1977, 1996, 2007, 2011, 2016
- Copa Santa Catarina: 2006
- Taça Santa Catarina: 1979
- Taça Plinio arlindo de Nez 1995
- Taça Seletiva 2002
- Taça de São Gabriel 2005
- Copa da Paz: 2005